# Playa (Ponce)
Playa es un barrio del municipio de Ponce, Puerto Rico. Según el censo de 2020, tiene una población de  11 489 habitantes.

## Geografía
El barrio está ubicado en las coordenadas 17°58′13″N 66°36′16″O / 17.97028, -66.60444 (17.970406, -66.604442). Según la Oficina del Censo de los Estados Unidos, tiene una superficie total de 38.9 km², de la cual 11.4 km² corresponden a tierra firme y 27.5 km² están cubiertos de agua.

## Demografía
Según el censo de 2020, hay 11 489 personas residiendo en el barrio. La densidad de población es de 1007.8 hab./km². El 18.29% de los habitantes son blancos, el 5.71% son afroamericanos, el 0.50% son amerindios, el 0.23% son asiáticos, el 24.14% son de otras razas y el 51.13% son de una mezcla de razas. Del total de la población, el 98.96% son hispanos o latinos de cualquier raza.

## Historia
Como el mayor medio de comunicación externa para el asentamiento que se convertiría en la ciudad de Ponce, el barrio Playa tiene una historia que es tan antigua como la historia de la ciudad de Ponce en sí, que se remonta al siglo XVI.
Durante los siglos XVII y XVIII, un contrabando significativo tuvo lugar en estas costas, así como intentos de atacar y saquear el asentamiento. Un puesto de vigilancia se estableció en la colina del Vigía para vigilar a la ciudad de las naves y barcos que arribaban al puerto de la ciudad.
En la década de 1830, Playa tuvo una de las mejores carreteras de Puerto Rico, conectando el asentamiento costero a la ciudad propiamente dicha, y fue el centro de la actividad comercial de Ponce. Posteriormente, también consiguió las primeras líneas telefónicas en Ponce y también fue el primero en obtener servicio de ferrocarril desde el centro de Ponce.
En 1845 un incendio significativo ocurrió en el asentamiento. El fuego destruyó el lugar y la mayor parte de la zona de Ponce. Se dañó significativamente la Casa de la Aduana española en Ponce, uno de los pocos edificio quedó en pie tras el incendio. El fuego quemó los edificios más importantes de la "Marina de Ponce". Esto hizo que el gobernador de Puerto Rico, el Conde de Marisol, creara una nueva organización de bomberos voluntarios en toda la isla.[cita requerida]
En 1887 el gobierno español construyó en una isla frente a la costa un faro al que designó con el mismo nombre de la isla, Faro de la Isla de Caja de Muertos. Posteriormente, en 1889, se construyó el faro de Cayo Cardona, en una pequeña isla a la entrada del puerto de Ponce.
Hacia 1913 era «una zona dinámica con un desarrollo urbano autosostenido y una población de 5169 habitantes distribuidos en una zona residencial dominada por casas de madera, granjas de caña de azúcar, iglesias, escuelas, hospitales, un cementerio e industrias locales que promovieron la formación de una fuerte clase de artesanos y obreros industriales».
A fines de la década de 1920 trabajó allí Manuel de la Pila Iglesias, quien se ganó la reputación de «médico de médicos».
Hoy en día es un barrio de bajos recursos de Ponce. Aquí es donde Isolina Ferré fundó su hospital y escuela «Centro de Orientación de la Playa», por lo cual obtuvo la Medalla Presidencial de la Libertad en 1999. El Centro de Diagnóstico y Tratamiento de Playa Ponce también se fundó en el barrio.[cita requerida]